# 토니 테스타
앤서니 조셉 테스타(영어: Anthony Joseph Testa, 1987년 3월 31일~)는 미국의 안무가, 크리에이티브 디렉터, 교육자, 댄서이다.

## 어린 시절
8세 때 고향인 포트콜린스의 웨스틴 예술 아카데미와 아티스틱 퓨전 댄스 아카데미에서 춤을 처음으로 시작했다.  2018년 5월 배우 스테파니아 스팜피나토와 결혼했다. 2020년 12월 이혼했다.

## 경력
안무가로서 경력은 어머니의 비디오 카메라를 사용하여 데모 릴을 만들면서 시작되었다. 2002년 안무가 브라이언 프리드먼에게 선택되어 에런 카터의 주크박스 투어에 함께했다. 데모릴을 본 자넷 잭슨에게 고용되어 잭슨의 프로모션 투어 안무를 맡기도 했다.
브리트니 스피어스와 니켈로디언의 댄스 온 선셋 (2008)의 안무를 담당했다. 2010년에는 카일리 미노그의 "All The Lovers", "Better Than Today", "Get Outta My Way" 뮤직비디오 안무를 맡았다. 그녀의 아프로디테: 레 폴리 투어 (2011)의 부감독이자 안무가였다.
케니 오테가 감독에게 마이클 잭슨의 마지막 투어 This Is It의 부안무가로 고용되었다.댄싱 위드 더 스타 (feat. 코빈 블루), 더 페인티드 터틀을 위한 록키 호러 픽쳐 쇼 자선 공연, 그리고 더티 댄싱의 리메이크 안무를 담당했다.
2011년 11월,  웨이드 롭슨과 함께 아메리칸 뮤직 어워드 오프닝을 공동 연출했다. 그해 후반에는 더 보이스 UK 시즌 1과 새터데이 나이트 라이브 (시즌 37, 에피소드 18)의 원 디렉션의 크리에이티브 디렉터를 맡았다.
2012년,  K-pop 그룹 샤이니의 뮤직비디오 "Sherlock (Clue + Note)"의 안무를 담당했다. 이 곡으로 샤이니는 2012 Mnet 아시안 뮤직 어워드에서 남자 그룹 베스트 댄스 퍼포먼스 상을 수상했다. 샤이니의 "Dream Girl", "Everybody", 그리고 "Married to the Music"의 뮤직비디오와 라이브 공연 안무를 담당했으며, 동방신기의 "Catch Me -If you wanna-" (한국에서는 "헐크 댄스"로 알려짐)와 "Something"의 안무도 담당했다.
슈퍼주니어의 "MAMACITA -AYAYA-"와 "Super Clap"의 안무를 맡았다. EXO의 경우,  "늑대와 미녀"와 "중독"의 안무를 담당했다. EXO의 첫 솔로 콘서트 더 로스트 플래닛의 아트 디렉터였다. 심재원과 함께 소녀시대의 "Lion Heart", NCT의 "Fire Truck", "My First and Last", "Cherry Bomb"의 안무를 담당했다.
뉴욕 시티 댄스 얼라이언스와 몬스터즈 오브 힙합 댄스 컨벤션 에서 댄스 교육자로 활동하고 있으며, 2013년 6월 로스앤젤레스에서 열린 TEDx 콘퍼런스에서 초청 연사로 나섰다.

## 안무
- 데미 로바토 콘서트 투어 - 안무가 (2011)
- 브리트니 스피어스 프로모션 콘서트 투어 - 안무가 (2008)[8]
- 가수 자넷 잭슨과 넬리 프로모션 콘서트 투어. NBC 투데이 쇼 방영 - 공동 안무가 (2006)[6]
- 가수 카일리 미노그 뮤직비디오. "Get Outta My Way", "All the Lovers" - 2010
- 댄스 스피릿 매거진 기사 (2008)[8]

## 감독
- 가수 니키 미나즈와 DJ 다비드 게타의 AMA 라이브 공연 - 공동 크리에이티브 디렉터 & 안무가 (2011년 11월 20일)
- 밴드 원 디렉션 새터데이 나이트 라이브 - 크리에이티브 디렉터 (2012년 4월 7일)[19]
- 더 보이스 UK - 시즌 1 - 크리에이티브 디렉터 (2012년 4월 28일 – 5월 3일)
- 카일리 미노그 콘서트 투어. 투어명: 아프로디테: 레 폴리 월드 투어. - 부감독 & 안무가 (2011년 2월 19일 – 2011년 7월 14일)[17]
- 폴리 래이의 레스터 스퀘어 극장 쇼: 더 헐리 벌리 쇼. - 부감독 (2011)